# Palimpsest d'Arquimedes
El Palimpsest d'Arquimedes és un palimpsest -text antic escrit sobre un altre anterior- en pergamí formant un còdex, que originàriament va ser una còpia en grec del text d'Arquimedes Ús de mitjans mecànics per a demostracions geomètriques. Posteriorment, va ser esborrat rudimentàriament i usat per a escriure psalms i oracions d'un convent.

## Història
L'any 1906, va ser ràpidament inspeccionat a Constantinoble i va ser publicat recolzant-se en la traducció de fotografies preses pel filòleg danès Johan Ludvig Heiberg (1854-1928), el treball del qual va ser interromput per l'inici de la Primera Guerra mundial; després va ser traduït a l'anglès per Thomas Heath. Conté l'única còpia coneguda de "cossos flotants" escrita en grec, com així també l'única còpia del "mètode dels teoremes de mecànica". Aquesta traducció té molts espais en blanc, ja que les fotografies preses mancaven de la resolució de les tècniques actuals, impedint una lectura eficaç en molts trams.
Va quedar en possessió de la Biblioteca de Constantinoble i aviat va desaparèixer. Va reaparèixer a França després de la Primera Guerra mundial com a propietat d'un col·leccionista particular que assegura que va ser comprat a Istanbul pel seu avi.
Actualment, i amb tècniques modernes, s'està traduint la totalitat del llibre. El que és interessant no són els resultats obtinguts per Arquimedes, que en aquests dies resulten prou coneguts; sinó la possibilitat de conèixer el procés i el mètode d'una ment brillant com la d'Arquimedes per a arribar a estats matemàtics molt avançats per a l'època, creant en el camí nombres com el famós π (pi).
Molts dels resultats obtinguts per Arquimedes no van ser obtinguts pels científics sinó 500 anys després, propiciant la discussió d'on es trobaria la civilització actual si aquest manuscrit hagués estat a l'abast dels savis mig segle abans de la seva desaparició.